# Doppia Signoria di Maastricht
La doppia signoria di Maastricht (in olandese : Tweeherigheid van Maastricht) è stato il regime politico in vigore nella città stessa dal 1204 al 1794.

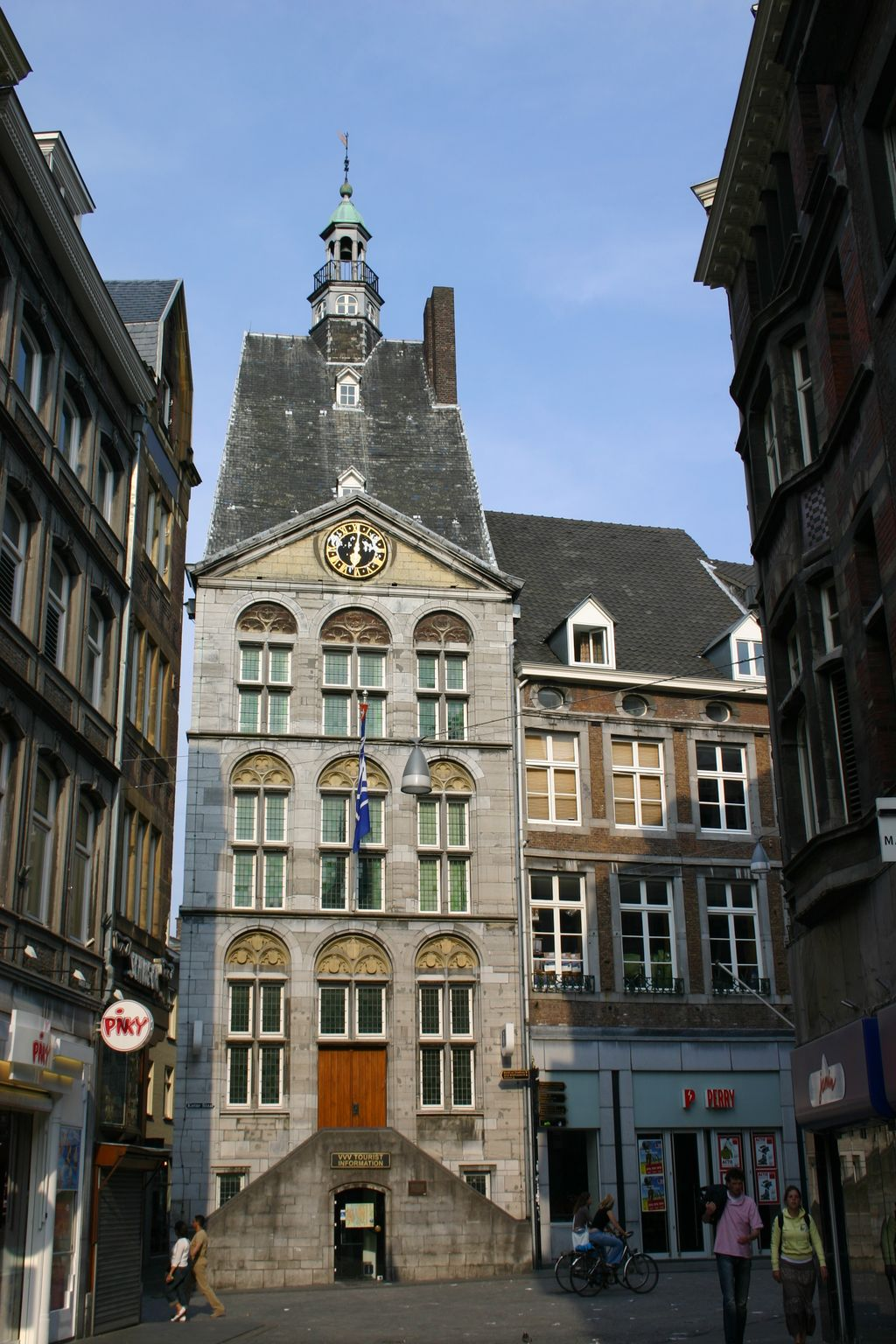
La Dinghuis, il palazzo del governo della città dove sedeva la Doppia Signoria

## Storia
Nel 1204, la città di Maastricht, che si trovava sotto il controllo del vescovo di Liegi, fu ceduta da Filippo di Svevia Re di Germania, a Enrico I, Duca di Brabante. A partire da allora, la città fu sotto la dupice sovranità del Principato vescovile di Liegi e del Ducato di Brabante.
Questa situazione comportò la divisione della città in due nazioni: il Capitolo di S. Servazio legato al Ducato del Brabante, che con l'avvento del calvinismo si trovò a professare la fede protestante e il Capitolo della chiesa della Vergine legato al Principato vescovile di Liegi e sempre cattolico. La costituzione della città di Maastricht, la cosiddetta Alde Caerte (carta vecchia) risale al 1284 e fu sottoscritta da Giovanni I di Brabante e dal vescovo Giovanni IV delle Fiandre. Tutti i contenziosi vennero però appianati solo nel 1356 con la Dogther Caerte (carta figlia).
Il contesto rimase invariato anche quando il titolo di Duca del Brabante passò nel 1430 a Filippo III di Borgogna, o, nel XVI secolo, a Carlo V d'Asburgo e Filippo II di Spagna i quali si fregiarono tutti anche del titolo di consignore di Maastricht. L'ultimo degli Asburgo a fregiarsi di tale titolo fu Filippo IV di Spagna. Infatti, nel 1632, Federico Enrico d'Orange, statolder d'Olanda, Zelanda, Utrecht, Overijssel e Gheldria riuscì a conquistare Maastricht consegnando la città alla Repubblica delle Sette Province Unite. Da allora il ruolo di consignore di Maastricht, insieme al vescovo di Liegi fu assunto dagli Stati Generali della Repubblica delle Sette Province Unite.
Non si ebbero sostanziali modifiche allo status di Maastricht fino a quando, nel 1794, l'esercito francese, sotto il comando del Generale Kléber, conquistò la città che divenne parte della Francia perdendo dopo quasi sei secoli la doppia testa. Durante il Primo Impero francese fu capoluogo del Dipartimento della Mosa Inferiore.